# Stadskanaal-Oost
Stadskanaal-Oost is een voormalig kanaalwaterschap in de provincie Groningen.
Het waterschap dat ten oosten van Stadskanaal lag werd opgericht om een schutsluis in het Boerendiep aan te brengen. Verder onderhield het een deel van het Boerendiep en enkele wegen. 
Waterstaatkundig gezien ligt het gebied sinds 2000 binnen dat van het waterschap Hunze en Aa's.